# Vukona
Vukona (cyr. Вукона) – wieś w Serbii, w okręgu kolubarskim, w gminie Ub. W 2011 roku liczyła 215 mieszkańców.